# Brudeferden i Hardanger
Brudeferden i Hardanger è un film norvegese del 1926, diretto da Rasmus Breistein, con Alfred Maurstad, basato su un romanzo di Kristofer Janson.

## Trama
La famiglia Skjølte si accinge a lasciare il villaggio norvegese di residenza e ad imbarcarsi per l’America in cerca di fortuna, dopo aver venduto casa. All’ultimo momento la figlia Marit si rifiuta di partire, perché non vuole separarsi dal fidanzato Anders Bjåland, e, partiti i genitori, dopo un breve soggiorno a casa del giovane Tore, che pure ne è innamorato e le si propone, entra a servizio della famiglia dello sorenskriver (giudice rurale) del paese.
Lo stesso Anders annuncia a Marit che lui stesso partirà.  Entrambi esprimono la speranza di potersi riunire di lì a due anni, la presunta durata dell’assenza di Anders. Ma dopo quattro anni Marit non riceve notizia alcuna dal fidanzato.
In un villaggio vicino si celebra un matrimonio, e Marit viene a sapere che è proprio Anders ad essersi sposato con Kari Bjørve; allora, alla festa di matrimonio, affronta l’ex-fidanzato, e gli manifesta il proprio disprezzo accusandolo di averla tradita e di essersi sposato solo per avidità del denaro della ricca sposa. Si scontra anche con Kari, che l’accusa di essere una mendicante.
Più avanti accetta la proposta di matrimonio di Tore, divenendo così una delle più facoltose spose del circondario.
Passano molti anni: Marit e Anders sono anziani. Tore è morto. Marit ha due figli: il focoso Vigleik ed Eli, che è la fidanzata del figlio di Anders, Bård, col quale si sposa in segreto per sfuggire all’opposizione della madre, rancorosa.
Frattanto Anders cade malato, e si ritira, insieme alla moglie Eli, presso il figlio Bård. Anche Kari muore, e Marit alla fine si muove a compassione, mandando anonimi aiuti alla famiglia della figlia, divenuta indigente. Viceversa Vigleik, a conoscenza del passato della madre, un tempo tradita, vuole prendersi carico della vendetta su Anders. Egli si introduce nottetempo, ubriaco, a casa della sorella, ed estromette l’anziano malato Anders.
Eli conduce Anders, pentito, da Marit. Con l’allontanamento dei due figli di Marit (Vigleik parte per l’America, ed Eli sparisce) i due anziani passano insieme gli ultimi anni della loro esistenza.